# وادي الدواسر (مدينة)
وادي الدواسر هي مدينة سعودية والمركز الإداري لمحافظة وادي الدواسر التابعة لمنطقة الرياض. تقع المدينة على جانب وادي الدواسر التي منها أُخذت التسمية.